# Olympische Sommerspiele 2008/Rudern – Vierer ohne Steuermann
Der Ruderwettbewerb im Doppelvierer der Männer bei den Olympischen Spielen 2008 in Peking wurde vom 9. bis zum 17. August 2008 auf dem Olympischen Ruder- und Kanupark Shunyi ausgetragen. 52 Athleten in 13 Booten traten an.
Die Ruderregatta, die über 2000 Meter ausgetragen wurde, begann mit drei Vorläufen. Die ersten drei Boote zogen ins Halbfinale ein, die restlichen starteten im Hoffnungslauf. Hier konnten sich die ersten drei Boote für das Halbfinale qualifizieren. Das übrige Boot schied aus.
In den beiden Halbfinals kamen die ersten drei Boote ins A-Finale, die restlichen ins B-Finale zur Ermittlung der Plätze 7 bis 12.
Die jeweils qualifizierten Boote sind hellgrün unterlegt.

## Titelträger
| Olympiasieger | Großbritannien Besatzung: Steve Williams, James Cracknell, Ed Coode, Matthew Pinsent | Athen 2004   |
| Weltmeister   | Neuseeland Besatzung: Carl Meyer, James Dallinger, Eric Murray, Hamish Bond          | München 2007 |

## Vorläufe
9. August 2008

### Vorlauf 1
| Platz | Nation             | Athleten                                                                | Zeit (min) |
| ----- | ------------------ | ----------------------------------------------------------------------- | ---------- |
| 1     | Großbritannien     | Tom James, Steve Williams, Peter Reed, Andrew Triggs Hodge              | 6:00,59    |
| 2     | Italien            | Carlo Mornati, Alessio Sartori, Niccolò Mornati, Lorenzo Carboncini     | 6:02,84    |
| 3     | Vereinigte Staaten | David Banks, Paul Teti, Giuseppe Lanzone, Brett Newlin                  | 6:03,96    |
| 4     | China              | Zhang Xingbo, Zhao Linquan, Guo Kang, Song Kai                          | 6:09,64    |
| 5     | Belarus            | Andrej Dsemjanenka, Wadsim Ljalin, Jauhen Nossau, Aljaksandr Kasubouski | 6:12,63    |

### Vorlauf 2
| Platz | Nation      | Athleten                                                             | Zeit (min) |
| ----- | ----------- | -------------------------------------------------------------------- | ---------- |
| 1     | Niederlande | Geert Cirkel, Matthijs Vellenga, Jan-Willem Gabriëls, Gijs Vermeulen | 6:00,50    |
| 2     | Neuseeland  | Carl Meyer, James Dallinger, Eric Murray, Hamish Bond                | 6:00,73    |
| 3     | Slowenien   | Tomaž Pirih, Rok Rozman, Rok Kolander, Miha Pirih                    | 6:03,78    |
| 4     | Tschechien  | Jan Gruber, Michal Horváth, Milan Bruncvík, Karel Neffe              | 6:10,36    |

### Vorlauf 3
| Platz | Nation      | Athleten                                                             | Zeit (min) |
| ----- | ----------- | -------------------------------------------------------------------- | ---------- |
| 1     | Australien  | Matt Ryan, James Marburg, Cameron McKenzie, Francis Hegerty          | 6:00,40    |
| 2     | Deutschland | Gregor Hauffe, Toni Seifert, Urs Käufer, Filip Adamski               | 6:00,95    |
| 3     | Irland      | Cormac Folan, Sean Casey, Jonno Devlin, Sean O’Neill                 | 6:02,85    |
| 4     | Frankreich  | Julien Desprès, Benjamin Rondeau, Germain Chardin, Dorian Mortelette | 6:05,00    |

## Hoffnungslauf
11. August 2008
| Platz | Nation     | Athleten                                                                | Zeit (min) |
| ----- | ---------- | ----------------------------------------------------------------------- | ---------- |
| 1     | Tschechien | Jan Gruber, Michal Horváth, Milan Bruncvík, Karel Neffe                 | 5:58,69    |
| 2     | Frankreich | Julien Desprès, Benjamin Rondeau, Germain Chardin, Dorian Mortelette    | 6:00,01    |
| 3     | Belarus    | Andrej Dsemjanenka, Wadsim Ljalin, Jauhen Nossau, Aljaksandr Kasubouski | 6:00,44    |
| 4     | China      | Zhang Xingbo, Zhao Linquan, Guo Kang, Song Kai                          | 6:02,37    |

## Halbfinale
13. August 2008

### Lauf 1
| Platz | Nation             | Athleten                                                             | Zeit (min) |
| ----- | ------------------ | -------------------------------------------------------------------- | ---------- |
| 1     | Großbritannien     | Tom James, Steve Williams, Peter Reed, Andrew Triggs Hodge           | 5:54,77    |
| 2     | Australien         | Matt Ryan, James Marburg, Cameron McKenzie, Francis Hegerty          | 5:56,20    |
| 3     | Frankreich         | Julien Desprès, Benjamin Rondeau, Germain Chardin, Dorian Mortelette | 5:56,73    |
| 4     | Neuseeland         | Carl Meyer, James Dallinger, Eric Murray, Hamish Bond                | 5:57,31    |
| 5     | Vereinigte Staaten | David Banks, Paul Teti, Giuseppe Lanzone, Brett Newlin               | 5:57,52    |
| 6     | Irland             | Cormac Folan, Sean Casey, Jonno Devlin, Sean O’Neill                 | 5:58,14    |

### Lauf 2
| Platz | Nation      | Athleten                                                                | Zeit (min) |
| ----- | ----------- | ----------------------------------------------------------------------- | ---------- |
| 1     | Slowenien   | Tomaž Pirih, Rok Rozman, Rok Kolander, Miha Pirih                       | 5:56,08    |
| 2     | Tschechien  | Jan Gruber, Michal Horváth, Milan Bruncvík, Karel Neffe                 | 5:58,02    |
| 3     | Deutschland | Gregor Hauffe, Toni Seifert, Urs Käufer, Filip Adamski                  | 5:58,72    |
| 4     | Niederlande | Geert Cirkel, Matthijs Vellenga, Jan-Willem Gabriëls, Gijs Vermeulen    | 6:02,46    |
| 5     | Belarus     | Andrej Dsemjanenka, Wadsim Ljalin, Jauhen Nossau, Aljaksandr Kasubouski | 6:02,79    |
| 6     | Italien     | Carlo Mornati, Alessio Sartori, Niccolò Mornati, Lorenzo Carboncini     | 6:05,21    |

## Finale

### B-Finale
15. August 2008, 17:50 Uhr MESZ

Anmerkung: zur Ermittlung der Plätze 7 bis 12
| Platz | Nation             | Athleten                                                                | Zeit (min) | Anmerkung                      |
| ----- | ------------------ | ----------------------------------------------------------------------- | ---------- | ------------------------------ |
| 7     | Neuseeland         | Carl Meyer, James Dallinger, Eric Murray, Hamish Bond                   | 6:06,30    |                                |
| 8     | Niederlande        | Geert Cirkel, Matthijs Vellenga, Jan-Willem Gabriëls, Gijs Vermeulen    | 6:06,37    |                                |
| 9     | Vereinigte Staaten | David Banks, Paul Teti, Giuseppe Lanzone, Brett Newlin                  | 6:07,17    |                                |
| 10    | Irland             | Cormac Folan, Sean Casey, Jonno Devlin, Sean O’Neill                    | 6:07,97    |                                |
| 11    | Italien            | Carlo Mornati, Alessio Sartori, Niccolò Mornati, Lorenzo Carboncini     | 6:08,77    |                                |
| 12    | Belarus            | Andrej Dsemjanenka, Wadsim Ljalin, Jauhen Nossau, Aljaksandr Kasubouski | 6:12,54    |                                |
| 13    | China              | Zhang Xingbo, Zhao Linquan, Guo Kang, Song Kai                          | –          | im Hoffnungslauf ausgeschieden |

### A-Finale
16. August 2008, 17:30 Uhr MESZ

Anmerkung: zur Ermittlung der Plätze 1 bis 6
| Platz | Nation         | Athleten                                                             | Zeit (min) |
| ----- | -------------- | -------------------------------------------------------------------- | ---------- |
| 1     | Großbritannien | Tom James, Steve Williams, Peter Reed, Andrew Triggs Hodge           | 6:06,57    |
| 2     | Australien     | Matt Ryan, James Marburg, Cameron McKenzie, Francis Hegerty          | 6:07,85    |
| 3     | Frankreich     | Julien Desprès, Benjamin Rondeau, Germain Chardin, Dorian Mortelette | 6:09,31    |
| 4     | Slowenien      | Tomaž Pirih, Rok Rozman, Rok Kolander, Miha Pirih                    | 6:11,62    |
| 5     | Tschechien     | Jan Gruber, Michal Horváth, Milan Bruncvík, Karel Neffe              | 6:16,56    |
| 6     | Deutschland    | Jochen Urban, Richard Schmidt, Urs Käufer, Gregor Hauffe             | 6:19,63    |